# Запис клен Свете Недеље (Параћин ван варош)
Запис клен Свете Недеље (Параћин ван варош) се налази на парцели чији је власник Бранковић Мирјана.

## Локација
| Општина             | Параћин                                                                     |
| Катастарска општина | Параћин ван варош                                                           |
| Потес               | Змич                                                                        |
| Координате          | 43° 52′ 56″ С; 21° 23′ 50″ И / 43.882199999999997° С; 21.397099999999998° И |
| Надморска висина    | 126m                                                                        |

## Карактеристике
Дендрометријске вредности утврђене на терену и сателитским снимцима:
| Стабло                     | Клен |
| Висина стабла              | m    |
| Обим дебла                 | m    |
| Пречник крошње             | 7m   |
| Пречник дебла              | m    |
| Висина дебла до прве гране | m    |

## База записа
Запис је у оквиру Викимедија пројекта "Запис - Свето дрво" заведен под редним бројем 1025.